# 1572 Posnania
1572 Posnania је астероид главног астероидног појаса. Приближан пречник астероида је 33,62 ,
а средња удаљеност астероида од Сунца износи 3,105 астрономских јединица (АЈ).
Инклинација (нагиб) орбите у односу на раван еклиптике је 13,301 степени, а орбитални период износи 1999,149 дана (5,473 година). Ексцентрицитет орбите астероида износи 0,210.
Апсолутна магнитуда астероида износи 10,00 а геометријски албедо 0,156.
Астероид је откривен 22. септембра 1949. године.